# Subancistrocerus clavicornis
Subancistrocerus clavicornis är en stekelart som först beskrevs av Smith 1859.  Subancistrocerus clavicornis ingår i släktet Subancistrocerus och familjen Eumenidae. Inga underarter finns listade i Catalogue of Life.